# Lijst van voetbalinterlands Salomonseilanden - Taiwan
Deze lijst van voetbalinterlands is een overzicht van alle officiële voetbalwedstrijden tussen de nationale teams van en de Salomonseilanden en Taiwan (Chinees Taipei). De landen hebben tot op heden een keer tegen elkaar gespeeld. Dat was een vriendschappelijke wedstrijd op 24 maart 2019 in Taipei.

## Wedstrijden
| № | Plaats | Datum         | Competitie        | Wedstrijd                         | Uitslag |
| - | ------ | ------------- | ----------------- | --------------------------------- | ------- |
| 1 | Taipei | 24 maart 2019 | Vriendschappelijk | Chinees Taipei − Salomonseilanden | 0 − 1   |

## Samenvatting
| Competitie        | Totaal gespeeld | Winst Salomonseilanden | Gelijk | Winst Chinees Taipei | Doelsaldo Salomonseilanden – Chinees Taipei |
| ----------------- | --------------- | ---------------------- | ------ | -------------------- | ------------------------------------------- |
| Vriendschappelijk | 1               | 1                      | 0      | 0                    | 1 − 0                                       |
| Totaal            | 1               | 1                      | 0      | 0                    | 1 − 0                                       |

SIFF · 
Salomonseilands vrouwenelftal
Interlands
Tegenstander:
Amerikaans-Samoa ·
Australië ·
Cookeilanden ·
Fiji ·
Guam ·
Hongkong ·
Macau ·
Maleisië ·
Nieuw-Caledonië ·
Nieuw-Zeeland ·
Papoea-Nieuw-Guinea ·
Samoa ·
Singapore ·
Taiwan ·
Tahiti ·
Tonga ·
Vanuatu
CTFA ·
Bondscoaches ·
vrouwenvoetbalelftal ·
Topscorers
Afghanistan ·
Australië ·
Bahrein ·
Bangladesh ·
Brunei ·
Cambodja ·
Fiji ·
Filipijnen ·
Grenada ·
Guam ·
Hongkong ·
India ·
Indonesië ·
Irak ·
Iran ·
Israël ·
Japan ·
Jordanië ·
Kenia ·
Kirgizië ·
Koeweit ·
Laos ·
Macau ·
Maleisië ·
Mongolië ·
Myanmar ·
Nepal ·
Nieuw-Zeeland ·
Noord-Korea ·
Oezbekistan ·
Oman ·
Oost-Timor ·
Pakistan ·
Palestina ·
Panama ·
Saint Kitts en Nevis ·
Salomonseilanden ·
Saoedi-Arabië ·
Singapore ·
Sri Lanka ·
Syrië ·
Thailand ·
Trinidad en Tobago ·
Turkmenistan ·
Vietnam ·
Zuid-Korea ·
Zuid-Vietnam